# ゼウスの種
『ゼウスの種』（ゼウスのたね）は、飯島浩介による日本の少年漫画。『週刊少年マガジン』（講談社）にて、2011年12号から短期集中連載として連載後に18号で一旦終了、『マガジンSPECIAL』6号にて連載開始の後、2011年45号から本誌で本連載が開始され、2012年43号にて最終回を迎えた。単行本化に際して、短期集中連載版および『マガジンSPECIAL』連載版は「神話前」および「神話前〜伊豆旅行編〜」として1巻に収録されている。
飯島浩介の『マガジン』移籍第1作目であるが、前作『お坊サンバ!!』の荒唐無稽なギャグはそのままに、個性豊かな登場人物たちのキャラクターコメディー的要素や、「もしもケンタウロスがファミレスで働いたら」といったシチュエーションコメディー的要素も取り入れるなど、意欲的な作品となっている。
本作のアイデアは、前作『お坊サンバ!!』の連載終了から間もない頃、友人である倉薗紀彦の何気ない一言から生まれたという。

## あらすじ
ギリシャ神話のキャラクター達が留学生として日本の大学に入学し、キャンパスライフを満喫する姿を描くコメディ。

## 登場人物
ケンタウロス
主人公。下半身は馬で、上半身は人間。東京明政大学経済学部在籍。
生真面目な性格で、公務員を目指して一生懸命に勉学に励んでいる。しかし、調子に乗ることも多く、むっつりスケベである。特徴的すぎる下半身故、行く先々で馬扱いされるのが悩み。麻里子に恋心を抱いている。
ヘラクレス
ケンタウロスの友人で、一緒に留学してきた同級生。作中唯一の良心且つツッコミ役。
二枚目な細マッチョで、周囲への心配りができる。仲間思いで、面倒見も良い。そのため、女性にモテる。
メデューサ
ケンタウロスとヘラクレスの同級生。髪の毛が蛇。目を光らせて人を石にする能力を持つ。
美人だが、性格はきつめで、どことなく怖い雰囲気を漂わせている。本人曰く「日本の男性は繊細すぎる」。ペルセウスに首をはねられたことを根に持っており、その時の話を鉄板ネタとしてよく披露する。
麻里子（まりこ）
ケンタウロス達が通う喫茶店「山嵐」でアルバイトをしている女子高生。
天然ボケで純粋な性格。ケンタウロスに対しても、見た目を気にせず優しく接しているが、意図せずにケンタウロスを傷つけたり勘違いさせたりすることがしばしば。
異性との交際経験がないと思われる割には、性知識が異常に豊富で、不意に下ネタを口走ってケンタウロス達を驚かせる。
ゼウス
ギリシャ神話に登場する、全ての神々と人々の「父」。しかし、必ずしも全員と血縁関係があるわけではなく、あくまでも「父親的存在」である。
全知全能の神であるが、かなりの好色で、地元（ギリシャ）では「種まきじいさん」と呼ばれている。タイトルの「ゼウスの種」はそこから来ている。
ポセイドン
ゼウスの兄で、海を司る神。
いわゆる「ちょい悪オヤジ」で、ゼウスと違って細身でワイルドな風貌。メデューサとは、かつて不倫関係にあった。
ミノタウロス
ケンタウロス達の友人。顔は牛で、身体は人間。大阪の大学に留学しているため、エセ関西弁で話す。一人称は「ワイ」。
「自分探しをしたい」として、大学を休学して日本全国を旅している。ギターが趣味だが、作詞作曲のセンスはない。生真面目なケンタウロスとは対照的なため、あまり仲は良くない。
遥（はるか）
ケンタウロス・ヘラクレスの大学の友人。誠実な草食系男子が好みで、ケンタウロスに関心を寄せている。
イカロス
自作の翼で空を飛んだ英雄。イギリスの大学に留学しているためか、「フライアウェイする」など英語交じりの話し方をする。
女好きのチャラ男であるが、根は純粋な性格。屋根からの転落により、怪我の治療のため日本に長期滞在することとなった。
アルテミス
山野の女神。森ガールのような格好をしている。
ヘラクレスの妹で、ヘラクレスのことを「お兄ちゃん」と呼び慕っている。
エロス
性や恋愛を司る神。美の女神アフロディーテの息子。
見た目は子供だが、ケンタウロスの部屋にあった『快楽天』を読みたがるなど、かなり性欲旺盛なエロガキである。
キャラクターデザインのモデルは、前作『お坊サンバ!!』の主人公チワ丸。

## 書誌情報
- 飯島浩介『ゼウスの種』 講談社〈講談社コミックス〉、全4巻
  1. 2012年2月17日初版発行（2012年2月17日発売[5]）、ISBN 978-4-06-384637-9
  2. 2012年6月15日初版発行（2012年6月15日発売[6]）、ISBN 978-4-06-384694-2
    - 穴埋めとして、高田康太郎の寄稿イラストを掲載。

  3. 2012年9月14日初版発行（2012年9月14日発売[7]）、ISBN 978-4-06-384743-7
  4. 2012年11月16日初版発行（2012年11月16日発売[8]）、ISBN 978-4-06-384788-8